# Fritz Szepan
Friedrich Szepan dit Fritz Szepan (né le 2 septembre 1907 à Gelsenkirchen – mort le 14 décembre 1974 dans la même ville) est un footballeur et entraîneur allemand.

## Biographie
En tant que milieu de terrain, Fritz Szepan fut international allemand à 34 reprises (1929–1939) pour 8 buts inscrits. Il participa à la Coupe du monde de football de 1934, en Italie, où il joua tous les matchs et termina troisième du tournoi.
Il participa également à la Coupe du monde de football de 1938, après avoir inscrit un but dans les éliminatoires contre la Suède. Il n'y participa qu'au match d'appui contre la Suisse. L'Allemagne fut éliminée au premier tour.
Il ne joua que dans un seul club de 1925 à 1950 : le FC Schalke 04. Il remporta de nombreux trophées régionaux et nationaux. Lors de sa dernière de joueur, il fut aussi entraîneur de l'équipe.
Il devint ensuite entraîneur du FC Schalke 04 et de Rot-Weiss Essen. Il ne remporta rien avec le premier, et avec le second, il remporta le championnat allemand en 1955.

## Clubs

### En tant que joueur
- 1925–1950 : FC Schalke 04

### En tant qu'entraîneur
- 1949–1954 : FC Schalke 04
- 1954–1956 : Rot-Weiss Essen

## Palmarès

### En tant que joueur
- Coupe du monde de football
  - Troisième en 1934
- Championnat d'Allemagne de football
  - Champion en 1934, en 1935, en 1937, en 1939, en 1940 et en 1942
  - Vice-champion en 1933, en 1938 et en 1941
- Coupe d'Allemagne de football
  - Vainqueur en 1937
  - Finaliste en 1935, en 1936, en 1941 et en 1942
- Westdeutsche Fussball Meisterschaft 
  - Champion en 1929, en 1930, en 1932 et en 1933
  - Vice-champion en 1927
- Gauliga Westfalen 
  - Champion de 1934 à 1944 (onze fois de suite)

### En tant qu'entraîneur
- Championnat d'Allemagne de football
  - Champion en 1955